# Takeharu Yamanaka
Takeharu Yamanaka (山中 竹春, Yamanaka Takeharu) est un homme politique japonais née le 27 septembre 1972, qui a été maire de la ville de Yokohama, la capitale de la préfecture de Kanagawa, depuis 2021. Il a battu le maire sortant Fumiko Hayashi lors de l'élection du maire de Yokohama en 2021. Sa campagne indépendante a été soutenue par le parti démocrate constitutionnel de Japon, le parti social-démocrate de Japon et le parti communiste japonais. La campagne de Yamanaka s'est concentrée sur l'opposition à un projet de développement de complexe intégrée et de casino pour la ville qui devait être construit sur la jetée de Yamashita, les critiques contre la réponse du gouvernement à la pandémie de Covid-19 et les relations supplémentaires de la ville sœur avec San Francisco, en Californie.
Yamanaka a auparavant travaillé comme professeur à la Yokohama City University et comme scientifique des données,.